# Іноземні мови (журнал)
«Іноземні мови» — українська науково-методичний журнал для викладачів іноземних мов.

## Історія та зміст
Заснований у 1994 році Київським лінгвістичним університетом і видавництвом «Ленвіт». Виходить 4 рази на рік, друкує матеріали українською, англійською, німецькою, французькою та іспанською мовами (раніше також російською). Тираж — 2,5 тисячі примірників. 
Висвітлює актуальні проблеми сучасної методики викладання іноземних мов у різних типах навчальних закладів. 
Рубрики: «Запрошуємо до дискусії», «Навчання іноземних мов у середніх навчальних закладах», «Навчання іноземних мов у вищих навчальних закладах», «Навчання іноземних мов дошкільнят і молодших школярів», «Зарубіжна методика», «Самоосвіта вчителя іноземної мови», «Сторінка старшокласника», «Інформація Ради Європи», «Консультації. Рецензії. Огляди», «Творчість наших читачів». Видавали додаток — «Бібліотечка журналу „Іноземні мови“». 
Головний редактор — Ніколаєва С. (з 1994 року). Потім — Черниш Валентина Василівна.